# Idiocera nigroterminalis
Idiocera nigroterminalis är en tvåvingeart som först beskrevs av Alexander 1973.  Idiocera nigroterminalis ingår i släktet Idiocera och familjen småharkrankar. Inga underarter finns listade i Catalogue of Life.